# Jerald terHorst

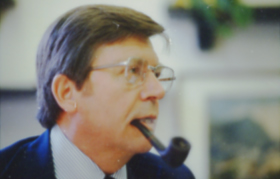
Jerald terHorst

Jerald Franklin terHorst (* 11. Juli 1922 in Grand Rapids, Michigan; † 31. März 2010 in Asheville, North Carolina) war ein US-amerikanischer Journalist, der als Pressesekretär und Sprecher von US-Präsident Gerald Ford am 8. September 1974 nach einem Monat aus Protest gegen die Amnestie von dessen Vorgänger Richard Nixon wegen der Watergate-Affäre zurücktrat.

## Leben

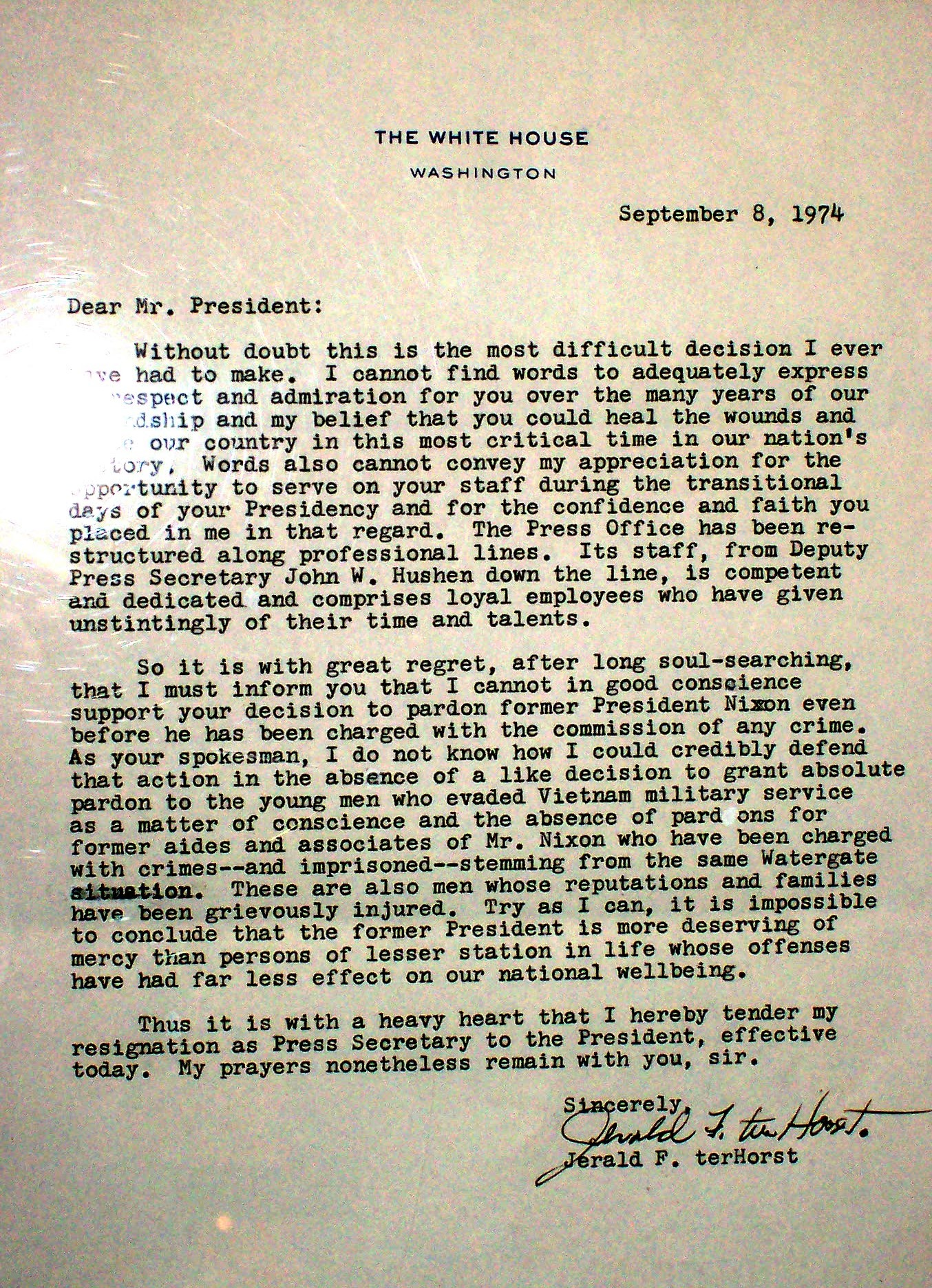
Rücktrittsschreiben von terHorst

Nach dem Schulbesuch begann er ein Studium an der Michigan State University, das er jedoch wegen der Ableistung seines Militärdienstes im US Marine Corps während des Zweiten Weltkrieges von 1943 bis 1946 unterbrach. Im Anschluss setzte er sein Studium an der University of Michigan fort und erwarb dort 1947 einen Bachelor of Arts (B.A.). Daneben wurde er bereits 1946 Reporter bei der Grand Rapids Press, ehe er von 1951 bis 1952 während des Koreakrieges erneut seinen Dienst im Marine Corps ableistete. Nach der Rückkehr aus dem Krieg wurde er 1953 zunächst Reporter bei der Tageszeitung The Detroit News und war dort zuletzt Leiter des Büros in Washington, D.C. sowie Kolumnist.
Als solcher hatte er die politische Laufbahn des langjährigen Kongressabgeordneten für Michigan, Gerald Ford, journalistisch begleitet. Als Ford nach dem Rücktritt von Spiro Agnew am 6. Dezember 1973 zunächst Vizepräsident und dann nach dem Rücktritt von Richard Nixon aufgrund der Watergate-Affäre schließlich am 9. August 1974 US-Präsident wurde, ernannte Ford den von ihm geschätzten Journalisten zu seinem Pressesekretär. Die Ernennung von terHorst war die erste Ernennung während Fords Präsidentschaft.
Während der nächsten vier Wochen nahm terHorst an Treffen des Stabes des Weißen Hauses unter der Leitung von Stabschef Donald Rumsfeld teil und hielt tägliche Pressekonferenzen ab. Als Ford am 8. September 1974 erklärte, dass „Nixon und seine Lieben genug gelitten hätten und auch weiterhin leiden, egal was ich (Ford) unternehme, egal was wir, als eine große und gute Nation, zusammen tun können, um dieses Ziel des Friedens wahr werden zu lassen“ und Ford mit einem Strich seines Füllers Nixon eine „vollständige, freie und absolute Amnestie“ für alle Straftaten gewährte, die dieser während seiner Präsidentschaft „verübt oder vielleicht verübt hat“, trat terHorst als Pressesekretär des Weißen Hauses unter Protest zurück, nachdem er den größten Teil der Nacht wach war, um einen Rücktrittsbrief von gerade einmal drei Absätzen zu verfassen. In seinem Rücktrittsschreiben führte er folgendes aus:
„Ohne jeden Zweifel ist dies die schwierigste Entscheidung, die ich jemals zu treffen hatte. Ich kann keine Worte finden, um meinen Respekt und Bewunderung für Sie während der vielen Jahre unserer Freundschaft und meinen Glauben angemessen auszudrücken, dass Sie die Wunden heilen können und unserem Land dienen in dieser kritischsten Zeit in der Geschichte unserer Nation. Worte können auch nicht meine Anerkennung dafür vermitteln, in Ihrem Stab während der Anfangsphase Ihrer Präsidentschaft zu dienen und für das Vertrauen und den Glauben, den Sie mir in dieser Hinsicht entgegenbrachten. Das Pressebüro wurde grundlegend professionalisiert. Seine Mitarbeiter, vom Stellvertretenden Pressesekretär John H. Hushen angefangen, sind kompetent und engagiert und loyale Beschäftigte, die unermüdlich ihre Zeit und ihre Fähigkeiten einbringen.“
„So kommt es mit großem Bedauern, nach einem langen Suchen der Seele, dass ich Sie darüber in Kenntnis setze, dass ich nicht mit gutem Gewissen Ihre Entscheidung unterstützen kann, dem früheren Präsidenten Nixon Amnestie zu gewähren, ehe er der Begehung von Straftaten angeklagt wurde. Als Ihr Sprecher weiß ich nicht wie ich diese Handlung verteidigen kann in Ermangelung einer ähnlichen Entscheidung, die absolute Amnestie den jungen Männern gewährt, die den Dienst im Vietnamkrieg aus Gewissensgründen ablehnen, und in Ermangelung einer Amnestie für frühere Mitarbeiter und Verbündete von Herrn Nixon, denen Verbrechen vorgeworfen werden - und die inhaftiert sind - wegen derselben Watergate-Situation. Dies sind auch Männer, deren Ansehen und Familien ebenfalls schwer verletzt wurden. Versuchen Sie es wie ich, dann ist es unmöglich schlusszufolgern, dass der frühere Präsident mehr Barmherzigkeit verdient als die Personen mit untergeordneten Positionen im Leben, deren Straftaten weit weniger Wirkung auf unser nationales Wohlbefinden hatten.“
„Mit schwerem Herzen erkläre ich daher, dass ich mit heutiger Wirkung als Pressesekretär des Präsidenten zurücktrete. Dennoch sind meine Gebete bei Ihnen.“
Für seine Gewissensentscheidung wurde er von einigen geschmäht, während ihn andere als den letzten ehrenwerten Mann in der Politik sahen. Nachfolger als Pressesekretär wurde danach Ron Nessen.
TerHorst nahm anschließend seine Tätigkeit als Kolumnist bei den Detroit News wieder auf und war dort bis 1981 tätig. Darüber hinaus war er später für einige Zeit Sprecher von Ford sowie Mitglied des Beratergremiums der National Press Foundation. Neben einer Biografie von Gerald Ford unter dem Titel Gerald Ford and the Future of the Presidency verfasste er ein Sachbuch über das Flugzeug des US-Präsidenten mit dem Titel Flying White House: The Story of Air Force One.
Zu seinen Ehren wird durch die Graduate School of Political Management und die School of Media and Public Affairs der George Washington University außerdem der jährliche Jerald F. terHorst Award als Auszeichnung für herausragende politische Berichterstattung verliehen.